# うるとらブギーズ
うるとらブギーズは、吉本興業東京本社（東京吉本）に所属する日本のお笑いコンビ。NSC東京校10期出身。キングオブコント2019準優勝。

## メンバー
八木 崇（やぎ たかし、1982年3月10日 - ）（43歳）
ボケ（たまにツッコミ）・ネタ作り担当、立ち位置は向かって右。
- 熊本県熊本市出身。
- 身長172 cm、体重66 kg。血液型A型。
- 趣味は、音楽鑑賞（DJ）、スケートボード、釣り、料理、アイスクリーム食べる（毎日）。
- 特技は、DJ、掃除、バスケットボール、剣道（小学校時代）。
- 芸人により構成されるHIPHOPクルー「若手芸人HIPHOP同好会」のメンバー。
- 結成前は、コンビ「阿弥陀如来チョップスティックス」や、トリオ「モンローズ（サンミュージック所属の同名コンビとは無関係）」として活動。
- 子供の頃からムードメーカーともひょうきん者とも言われ、親からも「吉本行け」と冗談気味に勧められたほどだった。20歳の時、本人曰く「なりたい職も無かった」ことから一度やってみようと思い立ちNSCへ入学した。
- 2011年、8年間交際した女性と結婚したが、翌年には離婚している。
- 2022年2月5日、自身のTwitterで一般女性との結婚を発表。

佐々木 崇博（ささき たかひろ、1984年12月17日（40歳） - ）
ツッコミ（たまにボケ）担当、立ち位置は向かって左。
- 静岡県浜松市出身。
- 身長169 cm、体重62 kg。血液型A型。独身。
- 趣味は、1人カラオケ、ギター、サッカーゲーム、サッカー観戦、Instagram、ライブ鑑賞（ロック中心）、亀飼育（二匹飼育中）、地図鑑賞。
- 特技は、オリジナルソング弾き語り（2020年4月現在180曲作曲中）、弓道（高校時代キャプテン）。
- 芸人の活動以外にもオリジナルソングを出している。ギター演奏はネタに取り入れることもある。
- 現在のコンビ結成以前は、同期であるふーみんとのコンビ「L・ジャクソン」として活動。
- 塚本直毅（ラブレターズ）とは中学時代の同級生。
- 本人曰く中学時代は学級の中で格が下の方だと思っていたらしく、上の奴らを見返してやりたいという気持ちが強まり高校生の頃には芸人を意識するようになったという。しかし大学入学後はつまらなさそうにしていたのを心配した親から東京へ行くのを勧められ、大学を1年で中退してNSCに入った。
- 2023年8月5日、体調不良のため休養することを発表。その後、12月24日に復帰した。

## 経歴
- 2009年、NSCの同期として出会い別々のコンビで活動後、佐々木が八木を誘う形で現在のコンビを結成[5]。結成した理由には、ジャルジャルがやるようなネタが理想という意見が一致したなどがある[2]。
- 2019年、結成10年目にしてキングオブコントの決勝へ初進出。決勝での出番はトップバッターで「催眠術師」を披露し、1stステージで462点という高得点を叩き出して2位通過を果たす。最終決戦では「サッカーの実況・解説」で会場を沸かせたものの、結果はどぶろっくに次ぐ準優勝となる[5]。翌2020年も2年連続決勝進出。「陶芸家」を披露するも最下位となったが、2015年以降の審査員制度で最下位に終わったグループとしては最高得点となる440点を記録した[注 1]。2021年も3年連続決勝進出。「迷子センター」を披露し審査員からは高評価を受けるが結果は7位となり、ファイナルステージ進出を逃した。
- 2022年3月でヨシモト∞ホールの看板芸人「ムゲンダイレギュラー」を卒業[6]。

## 芸風
明確なボケとツッコミは固定しておらず、コントと漫才の両方を器用にこなす。ネタ作りはまず八木が設定を考えて、それを佐々木に説明しながら細かい部分などを作って完成させている。目指しているのは「バカバカしいコント」だという。また定期的に「うるとらブギーズ本気ライブ 〜新ネタ&トーク〜」を開催している。

## 出演

### テレビ
- ネタパレ（フジテレビ 2018年7月20日、2019年9月27日・11月8日）
- 冗談騎士（BSフジ 2018年11月7・14日、2019年10月9・16日）
- キングオブコント2019（TBSテレビ、2019年9月21日）
- アッコにおまかせ!（TBSテレビ、2019年9月22日）
- ワイドナショー（フジテレビ、2019年10月6日）
- キングオブコント2020（TBS、2020年9月26日）
- ゴッドタン（テレビ東京、2020年12月6日）佐々木のみ
- キングオブコント2021（TBS、2021年10月2日）

### ラジオ
- マイナビ Laughter Night（TBSラジオ 2017年7月28日・11月10日、2018年3月23日・7月20日、2019年2月1日、2021年1月22日[7]）
- 東京03の好きにさせるかッ!（NHKラジオ、2020年10月15日）

## 賞レースでの戦績

### キングオブコント
| 年度   | 結果         | 会場                      | 日時              |
| ------ | ------------ | ------------------------- | ----------------- |
| 2009年 | 2回戦進出    | TEPCOホール               | 2009年8月3日      |
| 2010年 | 2回戦進出    | TEPCOホール               | 2010年8月4日      |
| 2011年 | 2回戦進出    | 新宿シアターモリエール    | 2011年8月9日      |
| 2012年 | 準々決勝進出 | 明治安田生命ホール        | 2012年8月17日     |
| 2013年 | 1回戦敗退    | シアターブラッツ          | 2013年7月27日     |
| 2014年 | 準決勝進出   | 赤坂BLITZ                 | 2014年9月9日      |
| 2015年 | 2回戦敗退    | 明治安田生命ホール        | 2015年8月18日     |
| 2016年 | 1回戦敗退    | シアターブラッツ          | 2016年7月8日      |
| 2017年 | 準決勝進出   | 赤坂BLITZ                 | 2017年9月7日・8日 |
| 2018年 | 準決勝進出   | マイナビBLITZ赤坂         | 2018年9月6日・7日 |
| 2019年 | 決勝2位      | TBSテレビ                 | 2019年9月21日     |
| 2020年 | 決勝10位     | TBSテレビ                 | 2020年9月26日     |
| 2021年 | 決勝7位      | TBSテレビ                 | 2021年10月2日     |
| 2022年 | 準決勝進出   | 新宿文化センター 大ホール | 2022年9月1日・2日 |
| 2023年 | 不参加       | 不参加                    | 不参加            |
| 2024年 | 準決勝進出   | なかのZERO 大ホール       | 2024年9月5日・6日 |

### M-1グランプリ
| 年度   | 結果      | No.  | 会場                   | 日時       | 備考 |
| ------ | --------- | ---- | ---------------------- | ---------- | ---- |
| 2018年 | 3回戦敗退 | 769  | ルミネtheよしもと      | 2018/10/16 |      |
| 2019年 | 2回戦敗退 | 3129 | 雷5656会館ときわホール | 2019/10/23 |      |
| 2022年 | 2回戦敗退 | 1792 | 雷5656会館ときわホール | 2022/10/18 |      |

ダブルインパクト〜漫才&コント 二刀流No.1決定戦〜
| 年度   | 結果       | 会場                       | 備考 |
| ------ | ---------- | -------------------------- | ---- |
| 2025年 | 準決勝進出 | ニューピア竹芝ノースタワー |      |

## 単独ライブ
2013年
- 2月19日 - うるとらブギーズず（ヨシモト∞ホール/東京）
- 8月15日 - ぶぎウギ（ヨシモト∞ホール/東京）

2014年
- 9月20日 - うぎブギ（大宮ラクーンよしもと劇場/埼玉）

2017年
- 2月17日 - keep on running（ヨシモト∞ホール/東京）

2018年
- 5月6日 - ONE FIGHT（神保町花月/東京）

2019年
- 7月13日 - うるとらブギーズ結成10周年記念ライブ「ぶぎテン」（ヨシモト∞ドーム ステージI/東京）
- 12月2日 - うるとらブギーズ初ルミネ単独ライブ「ultra very special boogie」 (ルミネtheよしもと/東京)

2021年
- 3月26日 - うるとらブギーズ単独ライブ「SUPER FUNKY GROOVE」（ルミネtheよしもと/東京）※無観客開催

## DVD
- うるとらブギーズ単独ライブ「ultra very special boogie」（2020年3月18日、よしもとミュージックエンタテインメント）